# Acripo
Acripo (in greco antico: Ἄκριπος?) era una città dell'antica Grecia che potrebbe essere stata ubicata nelle regioni di Etolia o Acarnania.
Si conosce soltanto attraverso delle testimonianze epigrafiche dove si menziona la nomina di un teorodoco della città, nel 356/355 a.C., per accogliere il teoro di Epidauro.
Non è nota la sua esatta collocazione, ma in funzione del fatto che nella lista dei teorodoco, si trova indicata dopo Argo, si ritiene che si tratti di una città dell'Etolia poiché  Iporea che la segue nell'elenco si ritiene essere una città dell'Acarnania.